# 性偏好
性偏好，或稱性癖好（英語：sexual preference），是指個人對性對象、性行為的偏好。它是個體化的，以各人的內心喜好為標準 ，其因人而異且千差萬別。特定的對象對個體產生強烈的性吸引，個體對特定的性行為方式產生依戀。人類的性偏好在形式上表現為對對方身材（包括身高、體型、長相、腰臀比例等）、衣着配饰和性格的特殊偏好，這種性偏好有很大的個體差異，每個人皆不同，且非常多樣。個體會對具有某類外表、體型、風度、氣質的對象產生濃厚的興趣，主動接近和追求，對其他類型的對象則缺乏興趣和性的吸引。人類在進行性活動時，性偏好在性對象、性行為方式選擇起著關健性作用。對於絕大多數人來說，性偏好的差異不會對他們的性愛生活帶來什麼不利影響，性偏好也是能激發性慾並維持性激情的心理動力之一。性偏好對戀愛擇偶也有導向作用。
這類性偏好的形成，可能與童年時期一些無意的性經驗，及重要他人的形象、大眾傳媒的文化價值觀 、現實生活中的模範和崇拜對象等潛移默化的影響有關。性偏好一旦定型則很難改變，但也並非不可能。 在性行為中，個體可能對滿足性慾的某種特殊方式，如手淫、口交等，有強烈興趣，而對陰莖插入陰道的性交方式反應冷淡，這是性偏好的另一種表現形式。其形成與這類性行為在實施過程中受到隨之而來的性滿足的強化有關。
性偏离則是指那些少數必須透過某些異於一般性愛的作為才能滿足其性慾的人士。不同的性偏离患者有不同的行為表現，例如性慾對象指向無生命物體、屍體，行為活動方式表現為受虐癖、施虐癖、窺陰癖、露体癖等。
性傾向與性偏好是兩個相關、但不完全相同的概念。